# 涙橋停留場
涙橋停留場（なみだばしていりゅうじょう）は、鹿児島県鹿児島市郡元三丁目にある鹿児島市電谷山線の停留場。使用する系統は鹿児島市電1系統のみである。

## 歴史
- 1917年（大正6年）11月3日[1]：鹿児島電気軌道により郡元駅として設置される。
- 1928年（昭和2年）7月1日：鹿児島市電気局（現・鹿児島市交通局）に移管。
- 1928年（昭和3年）12月28日：軽便鉄道から軌道へ変更され、停留場となる。
- 1959年（昭和34年）10月1日[2]：新川停留場に改名。
- 1967年（昭和42年）1月1日[2]：涙橋停留場に改名。
- 1990年（平成2年）：涙橋架け替え決定のため、郡元 - 当停留場間がセンターポール化計画に追加される。
- 1992年（平成4年）：センターポール化される。

## 構造
2面2線の相対式ホーム。各のりばは電車が通過しない限りいつでも行き来できる。 両のりばには電車接近表示機及びアナウンスがある。両のりばとも車椅子の使用は可。ただし、電動車椅子はホーム幅が規定に足りないため不可とされている。

### のりば
- 1系統 - 脇田、谷山方面
- 1系統 - 郡元、騎射場、天文館、鹿児島駅前方面

## 利用状況
| 年度   | 1日平均 乗降人員 |
| ------ | ---------------- |
| 2011年 | 844              |
| 2012年 | 808              |
| 2013年 | 808              |
| 2014年 | 804              |
| 2015年 | 856              |

## 周辺
当停留場より郡元停留場に向かう軌道に緩い勾配と接する道路との間に不自然な段差が生じているが、これはかつての高架の取付口の痕跡である。谷山線は昭和20年代まで全区間が専用軌道で、そのうち鴨池 - 当停留場間は高架線であった。その後も、郡元 - 当停留場間はセンターポール化計画に追加されるまでは専用軌道であった。
- 鹿児島信用金庫 郡元支店

## 隣の停留場
鹿児島市交通局
鹿児島市電1系統
郡元停留場 - 郡元（南側）停留場 - 涙橋停留場 - 南鹿児島駅前停留場
鹿児島市電2系統（直通）
中郡停留場 - 郡元（南側）停留場 - 涙橋停留場 - 南鹿児島駅前停留場